# Leichtathletik-Hallenweltmeisterschaften 1993
Die 4. Leichtathletik-Hallenweltmeisterschaften fanden vom 12. bis 14. März 1993 in Toronto im SkyDome statt.
Es waren die letzten Meisterschaften, bei denen Wettkämpfe im Gehen veranstaltet wurden. Zum ersten Mal fanden der Fünfkampf der Frauen und der Siebenkampf der Männer statt, wenngleich nur als Demonstrationssportarten, die nicht als offizielle Weltmeisterschaftswettkämpfe zählten.

## Männer

### 60 m
| Platz | Athlet           | Land | Zeit (s) |
| ----- | ---------------- | ---- | -------- |
| 1     | Bruny Surin      | CAN  | 6,50     |
| 2     | Frank Fredericks | NAM  | 6,51     |
| 3     | Talal Mansour    | QAT  | 6,57     |
| 4     | Jon Drummond     | USA  | 6,58     |
| 5     | Joel Isasi       | CUB  | 6,61     |
| 6     | Dennis Mitchell  | USA  | 6,62     |
| 7     | Andrés Simón     | CUB  | 6,63     |
|       | Jason John       | GBR  | DNF      |

Finale am 12. März

### 200 m
| Platz | Athlet          | Land | Zeit (s) |
| ----- | --------------- | ---- | -------- |
| 1     | James Trapp     | USA  | 20,63    |
| 2     | Damien Marsh    | AUS  | 20,71    |
| 3     | Kevin Little    | USA  | 20,72    |
| 4     | Iván García     | CUB  | 20,82    |
| 5     | Nikolaj Antonow | BUL  | 21,20    |
| 6     | Patrick Stevens | BEL  | 21,21    |

Finale am 14. März

### 400 m
| Platz | Athlet         | Land | Zeit (s) |
| ----- | -------------- | ---- | -------- |
| 1     | Harry Reynolds | USA  | 45,26    |
| 2     | Sunday Bada    | NGR  | 45,75    |
| 3     | Darren Clark   | AUS  | 46,45    |
| 4     | Rico Lieder    | GER  | 46,53    |
| 5     | Devon Morris   | JAM  | 46,67    |
| 6     | Jason Rouser   | USA  | 46,70    |

Finale am 14. März

### 800 m
| Platz | Athlet              | Land | Zeit (min) |
| ----- | ------------------- | ---- | ---------- |
| 1     | Tom McKean          | GBR  | 1:47,29    |
| 2     | Charles Nkazamyampi | BDI  | 1:47,62    |
| 3     | Nico Motchebon      | GER  | 1:48,15    |
| 4     | Luc Bernaert        | BEL  | 1:48,30    |
| 5     | Freddie Williams    | CAN  | 1:51,26    |
| 6     | José Luíz Barbosa   | BRA  | DNF        |

Finale am 14. März

### 1500 m
| Platz | Athlet            | Land | Zeit (min) |
| ----- | ----------------- | ---- | ---------- |
| 1     | Marcus O’Sullivan | IRL  | 3:45,00    |
| 2     | David Strang      | GBR  | 3:45,30    |
| 3     | Branko Zorko      | CRO  | 3:45,39    |
| 4     | Steve Holman      | USA  | 3:45,59    |
| 5     | Mickaël Damian    | FRA  | 3:45,59    |
| 6     | Bill Burke        | USA  | 3:46,18    |
| 7     | Mário Silva       | POR  | 3:46,61    |
| 8     | Marc Corstjens    | BEL  | 3:46,69    |

Finale am 13. März

### 3000 m
| Platz | Athlet            | Land | Zeit (min) |
| ----- | ----------------- | ---- | ---------- |
| 1     | Gennaro Di Napoli | ITA  | 7:50,26    |
| 2     | Éric Dubus        | FRA  | 7:50,57    |
| 3     | Enrique Molina    | ESP  | 7:51,10    |
| 4     | Bob Kennedy       | USA  | 7:51,27    |
| 5     | Mogens Guldberg   | DEN  | 7:52,60    |
| 6     | John Mayock       | GBR  | 7:54,41    |
| 7     | Brendan Matthias  | CAN  | 7:55,57    |
| 8     | Mirko Döring      | GER  | 7:59,42    |

Finale am 14. März

### 60 m Hürden
| Platz | Athlet              | Land | Zeit (s) |
| ----- | ------------------- | ---- | -------- |
| 1     | Mark McKoy          | CAN  | 7,41     |
| 2     | Colin Jackson       | GBR  | 7,43     |
| 3     | Tony Dees           | USA  | 7,43     |
| 4     | Florian Schwarthoff | GER  | 7,54     |
| 5     | Igors Kazanovs      | LAT  | 7,55     |
| 6     | George Boroi        | ROU  | 7,72     |
| 7     | Emilio Valle        | CUB  | 7,74     |
| 8     | Sjarhej Ussau       | BLR  | 7,90     |

Finale am 14. März

### 4 × 400 m Staffel
| Platz | Land                | Athleten                                                     | Zeit (min)  |
| ----- | ------------------- | ------------------------------------------------------------ | ----------- |
| 1     | Vereinigte Staaten  | Darnell Hall Brian Irvin Jason Rouser Mark Everett           | 3:04,20     |
| 2     | Trinidad und Tobago | Dazel Jules Alvin Daniel Neil de Silva Ian Morris            | 3:07,02     |
| 3     | Japan               | Masayoshi Kan Seiji Inagaki Yoshihiko Saitō Hiroyuki Hayashi | 3:07,30     |
| 4     | Kanada              | O’Brien Gibbons Mark Graham Dave Anderson Byron Goodwin      | 3:07,77     |
| 5     | Jamaika             | Howard Davis Anthony Price Anthony Wallace Devon Morris      | 3:08,47     |
|       | Italien             | Andrea Montanari Vito Petrella Fabio Grossi Alessandro Aimar | DQ (3:15,6) |

### 5000 m Gehen
| Platz | Athlet                 | Land | Zeit (min) |
| ----- | ---------------------- | ---- | ---------- |
| 1     | Michail Schtschennikow | RUS  | 18:32,10   |
| 2     | Robert Korzeniowski    | POL  | 18:35,91   |
| 3     | Michail Orlow          | RUS  | 18:43,48   |
| 4     | Tim Berrett            | CAN  | 18:53,02   |
| 5     | Ronald Weigel          | GER  | 19:02,73   |
| 6     | Jean-Claude Corre      | FRA  | 19:10,72   |
| 7     | Costica Balan          | ROU  | 19:12,73   |
| 8     | Stefan Johansson       | SWE  | 20:30,32   |

Finale am 14. März

### Hochsprung
| Platz | Athlet             | Land | Höhe (m) |
| ----- | ------------------ | ---- | -------- |
| 1     | Javier Sotomayor   | CUB  | 2,41     |
| 2     | Patrik Sjöberg     | SWE  | 2,39     |
| 3     | Steve Smith        | GBR  | 2,37     |
| 4     | Dalton Grant       | GBR  | 2,34     |
| 4     | Troy Kemp          | BAH  | 2,34     |
| 6     | Jurij Serhijenko   | UKR  | 2,31     |
| 7     | Wolf-Hendrik Beyer | GER  | 2,31     |
| 8     | Hollis Conway      | USA  | 2,24     |

Finale am 14. März

### Stabhochsprung
| Platz | Athlet           | Land | Höhe (m) |
| ----- | ---------------- | ---- | -------- |
| 1     | Rodion Gataullin | RUS  | 5,90     |
| 2     | Grigori Jegorow  | KAZ  | 5,80     |
| 3     | Jean Galfione    | FRA  | 5,80     |
| 4     | Igor Trandenkow  | RUS  | 5,80     |
| 5     | Jani Lehtonen    | FIN  | 5,65     |
| 6     | Werner Holl      | GER  | 5,65     |
| 7     | Andrea Pegoraro  | ITA  | 5,65     |
| 8     | Greg West        | USA  | 5,60     |

Finale am 13. März

### Weitsprung
| Platz | Athlet          | Land | Weite (m) |
| ----- | --------------- | ---- | --------- |
| 1     | Iván Pedroso    | CUB  | 8,23      |
| 2     | Joe Greene      | USA  | 8,13      |
| 3     | Jaime Jefferson | CUB  | 7,98      |
| 4     | Frans Maas      | NED  | 7,96      |
| 5     | Bogdan Tudor    | ROU  | 7,91      |
| 6     | Iwajlo Mladenow | BUL  | 7,86      |
| 7     | Zhou Ming       | CHN  | 7,84      |
| 8     | Nai Hui-fang    | TPE  | 7,70      |

Finale am 13. März
Der Bulgare Daniel Iwanow belegte mit 7,98 m den dritten Platz, wurde aber wegen eines positiven Dopingtests disqualifiziert.

### Dreisprung
| Platz | Athlet             | Land | Weite (m) |
| ----- | ------------------ | ---- | --------- |
| 1     | Pierre Camara      | FRA  | 17,59     |
| 2     | Māris Bružiks      | LAT  | 17,36     |
| 3     | Brian Wellman      | BER  | 17,27     |
| 4     | Wladimir Melichow  | RUS  | 17,07     |
| 5     | Yoelbi Quesada     | CUB  | 17,06     |
| 6     | Jonathan Edwards   | GBR  | 16,76     |
| 7     | Toussaint Rabenala | MAD  | 16,74     |
| 8     | Pargew Grigorjan   | ARM  | 16,20     |

Finale am 13. März
Der Bulgare Nikolaj Raew belegte mit 17,27 m den dritten Platz, wurde aber wegen eines positiven Dopingtests disqualifiziert.

### Kugelstoßen
| Platz | Athlet             | Land | Weite (m) |
| ----- | ------------------ | ---- | --------- |
| 1     | Mike Stulce        | USA  | 21,27     |
| 2     | Jim Doehring       | USA  | 21,08     |
| 3     | Oleksandr Bahatsch | UKR  | 20,63     |
| 4     | Oleksandr Klymenko | UKR  | 20,58     |
| 5     | Paolo Dal Soglio   | ITA  | 19,74     |
| 6     | Luciano Zerbini    | ITA  | 19,68     |
| 7     | Sergei Smirnow     | RUS  | 19,59     |
| 8     | Oliver-Sven Buder  | GER  | 19,03     |

Finale am 12. März

## Frauen

### 60 m
| Platz | Athletin              | Land | Zeit (s) |
| ----- | --------------------- | ---- | -------- |
| 1     | Gail Devers           | USA  | 6,95     |
| 2     | Irina Priwalowa       | RUS  | 6,97     |
| 3     | Schanna Tarnopolskaja | UKR  | 7,21     |
| 4     | Liliana Allen         | CUB  | 7,22     |
| 5     | Teresa Neighbors      | USA  | 7,26     |
| 6     | Patricia Foufoué Ziga | CIV  | 7,26     |
| 7     | Nelli Cooman          | NED  | 7,29     |
| 8     | Patricia Girard       | FRA  | 7,31     |

Finale am 12. März

### 200 m
| Platz | Athletin          | Land | Zeit (s) |
| ----- | ----------------- | ---- | -------- |
| 1     | Irina Priwalowa   | RUS  | 22,15    |
| 2     | Melinda Gainsford | AUS  | 22,73    |
| 3     | Natalja Woronowa  | RUS  | 22,90    |
| 4     | Sanna Hernesniemi | FIN  | 23,03    |
| 5     | Wendy Vereen      | USA  | 23,34    |
| 6     | Dyan Webber       | USA  | 23,53    |

Finale am 14. März

### 400 m
| Platz | Athletin          | Land | Zeit (s) |
| ----- | ----------------- | ---- | -------- |
| 1     | Sandie Richards   | JAM  | 50,93    |
| 2     | Tatjana Alexejewa | RUS  | 51,03    |
| 3     | Jearl Miles       | USA  | 51,37    |
| 4     | Sandra Myers      | ESP  | 51,45    |
| 5     | Renée Poetschka   | AUS  | 52,29    |
| 6     | Kim Batten        | USA  | 52,70    |

Finale am 14. März

### 800 m
| Platz | Athletin               | Land | Zeit (min) |
| ----- | ---------------------- | ---- | ---------- |
| 1     | Maria de Lurdes Mutola | MOZ  | 1:57,55    |
| 2     | Swetlana Masterkowa    | RUS  | 1:59,18    |
| 3     | Joetta Clark           | USA  | 1:59,86    |
| 4     | Jelena Afanassjewa     | RUS  | 2:01,87    |
| 5     | Ella Kovacs            | ROU  | 2:02,35    |
| 6     | Olena Stortschowa      | UKR  | 2:03,08    |

Finale am 14. März

### 1500 m
| Platz | Athletin               | Land | Zeit (min) |
| ----- | ---------------------- | ---- | ---------- |
| 1     | Jekaterina Podkopajewa | RUS  | 4:09,29    |
| 2     | Violeta Beclea         | ROU  | 4:09,41    |
| 3     | Sandra Gasser          | SUI  | 4:10,99    |
| 4     | Anna Brzezińska        | POL  | 4:11,15    |
| 5     | Maite Zúñiga           | ESP  | 4:12,67    |
| 6     | Maria Akraka           | SWE  | 4:13,10    |
| 7     | Carla Sacramento       | POR  | 4:13,41    |
| 8     | Paula Schnurr          | CAN  | 4:23,66    |

Finale am 14. März

### 3000 m
| Platz | Athletin         | Land | Zeit (min) |
| ----- | ---------------- | ---- | ---------- |
| 1     | Yvonne Murray    | GBR  | 8:50,55    |
| 2     | Margareta Keszeg | ROU  | 9:02,89    |
| 3     | Lynn Jennings    | USA  | 9:03,78    |
| 4     | Christina Mai    | GER  | 9:04,14    |
| 5     | Ulla Marquette   | CAN  | 9:04,72    |
| 6     | Elly van Hulst   | NED  | 9:08,33    |
| 7     | Marina Bastos    | POR  | 9:13,13    |
| 8     | Kathy Franey     | USA  | 9:13,16    |

Finale am 13. März

### 60 m Hürden
| Platz | Athlet                 | Land | Zeit (s) |
| ----- | ---------------------- | ---- | -------- |
| 1     | Julie Baumann          | SUI  | 7,96     |
| 2     | LaVonna Martin-Floreal | USA  | 7,99     |
| 3     | Patricia Girard        | FRA  | 8,01     |
| 4     | Julija Graudyn         | RUS  | 8,01     |
| 5     | Aliuska López          | CUB  | 8,11     |
| 6     | María José Mardomingo  | ESP  | 8,18     |
| 7     | Brigita Bukovec        | SLO  | 8,28     |
|       | Michelle Freeman       | JAM  | DQ       |

Finale am 14. März
Titelverteidigerin Ljudmila Naroschilenko fehlte wegen einer Dopingsperre. Die Favoritin Freeman stürzte an der letzten Hürde und behinderte die bis dahin führende Baumann. Graudyn kam in 8,02 s als Erste ins Ziel, aber die Schweizer legten Protest ein, und das Rennen wurde ohne die disqualifizierte Freeman neu gestartet.

### 4 × 400 m Staffel
| Platz | Land               | Athletinnen                                                        | Zeit (min) |
| ----- | ------------------ | ------------------------------------------------------------------ | ---------- |
| 1     | Jamaika            | Deon Hemmings Beverly Grant Cathy Rattray-Williams Sandie Richards | 3:32,32    |
| 2     | Vereinigte Staaten | Trevaia Williams Terri Dendy Dyan Webber Natasha Kaiser-Brown      | 3:32,50    |
|       | Kanada             | Rosey Edeh Donalda Duprey Alana Yakiwchuk France Gareau            | DQ 3:34,2  |
|       | Russland           | Marina Schmonina Tatjana Alexejewa Jelena Andrejewa Jelena Rusina  | DQ         |

Finale am 13. März
Die russische Stafette kam in 3:28,90 min als Erste ins Ziel, wurde aber wegen eines positiven Dopingtests von Schmonina disqualifiziert.

### 3000 m Gehen
| Platz | Athletin           | Land | Zeit (min) |
| ----- | ------------------ | ---- | ---------- |
| 1     | Jelena Nikolajewa  | RUS  | 11:49,73   |
| 2     | Kerry Saxby-Junna  | AUS  | 11:53,82   |
| 3     | Ileana Salvador    | ITA  | 11:55,35   |
| 4     | Beate Anders       | GER  | 11:57,14   |
| 5     | Jelena Arschinzewa | RUS  | 12:01,22   |
| 6     | Annarita Sidoti    | ITA  | 12:04,16   |
| 7     | Sari Essayah       | FIN  | 12:06,10   |
| 8     | Madelein Svensson  | SWE  | 12:18,10   |

Finale am 13. März

### Hochsprung
| Platz | Athletin           | Land | Höhe (m) |
| ----- | ------------------ | ---- | -------- |
| 1     | Stefka Kostadinowa | BUL  | 2,02     |
| 2     | Heike Henkel       | GER  | 2,02     |
| 3     | Inha Babakowa      | UKR  | 2,00     |
| 4     | Alina Astafei      | ROU  | 1,97     |
| 5     | Alison Inverarity  | AUS  | 1,97     |
| 6     | Ioamnet Quintero   | CUB  | 1,97     |
| 7     | Angela Bradburn    | USA  | 1,94     |
| 7     | Silvia Costa       | CUB  | 1,94     |

Finale am 13. März

### Weitsprung
| Platz | Athletin          | Land | Weite (m) |
| ----- | ----------------- | ---- | --------- |
| 1     | Marieta Ilcu      | ROU  | 6,84      |
| 2     | Susen Tiedtke     | GER  | 6,84      |
| 3     | Inessa Krawez     | UKR  | 6,77      |
| 4     | Irina Muschailowa | RUS  | 6,76      |
| 5     | Laryssa Bereschna | UKR  | 6,74      |
| 6     | Erica Johansson   | SWE  | 6,71      |
| 7     | Ljudmila Ninova   | AUT  | 6,70      |
| 8     | Mirela Dulgheru   | ROU  | 6,55      |

Finale am 12. März

### Dreisprung
| Platz | Athletin            | Land | Weite (m) |
| ----- | ------------------- | ---- | --------- |
| 1     | Inessa Krawez       | UKR  | 14,47 WR  |
| 2     | Iolanda Tschen      | RUS  | 14,36     |
| 3     | Inna Lassowskaja    | RUS  | 14,35     |
| 4     | Antonella Capriotti | ITA  | 14,01     |
| 5     | Helga Radtke        | GER  | 13,95     |
| 6     | Concepción Paredes  | ESP  | 13,83     |
| 7     | Šárka Kašpárková    | CZE  | 13,81     |
| 8     | Eloína Echevarría   | CUB  | 13,77     |

Finale am 14. März

### Kugelstoßen
| Platz | Athletin              | Land | Weite (m) |
| ----- | --------------------- | ---- | --------- |
| 1     | Swetlana Kriweljowa   | RUS  | 19,57     |
| 2     | Stephanie Storp       | GER  | 19,37     |
| 3     | Zhang Liuhong         | CHN  | 19,32     |
| 4     | Walentyna Fedjuschyna | UKR  | 19,07     |
| 5     | Anna Romanowa         | RUS  | 18,94     |
| 6     | Li Xiaoyun            | CHN  | 18,90     |
| 7     | Belsy Laza            | CUB  | 18,75     |
| 8     | Kathrin Neimke        | GER  | 18,50     |

Finale am 14. März

## Demonstrationswettkämpfe
Die folgenden Wettkämpfe zählten nicht offiziell als Weltmeisterschaftswettkämpfe.

### Männer

#### Siebenkampf
| Platz | Athlet            | Land | Punkte    |
| ----- | ----------------- | ---- | --------- |
| 1     | Dan O’Brien       | USA  | 6476 (WR) |
| 2     | Mike Smith        | CAN  | 6279      |
| 3     | Eduard Hämäläinen | BLR  | 6075      |
| 4     | Lew Lobodin       | UKR  | 6017      |
| 5     | Dezső Szabó       | HUN  | 5790      |
| 6     | William Motti     | FRA  | 5507      |

13. und 14. März

#### 1600-m-Staffel
| Platz | Land               | Athleten                                                          | Zeit (min) |
| ----- | ------------------ | ----------------------------------------------------------------- | ---------- |
| 1     | Vereinigte Staaten | Mark Everett James Trapp Kevin Little Harry Reynolds              | 3:15,10    |
| 2     | Brasilien          | Gilmar dos Santos André da Silva Sidnei Telles Eronilde de Araújo | 3:16,11    |
| 3     | Kanada             | Freddie Williams Ricardo Greenidge Peter Ogilvie Mark Jackson     | 3:16,93    |

Finale am 14. März
Die Staffel war aufgeteilt in 800, 200, 200 und 400 Meter.

### Frauen

#### Fünfkampf
| Platz | Athletin           | Land | Punkte |
| ----- | ------------------ | ---- | ------ |
| 1     | Liliana Năstase    | ROU  | 4686   |
| 2     | Urszula Włodarczyk | POL  | 4667   |
| 3     | Birgit Clarius     | GER  | 4641   |
| 4     | Irina Tjuchai      | RUS  | 4619   |
| 5     | Kym Carter         | USA  | 4566   |
| 6     | Petra Văidianu     | ROU  | 4394   |
| 7     | Beatrice Mau       | GER  | 4358   |
| 8     | Le Shundra Nathan  | USA  | 4128   |

12. März
Die Russin Irina Belowa belegte mit 4787 Punkten den ersten Platz, wurde aber nach einem positiven Dopingtest disqualifiziert.

#### 1600-m-Staffel
| Platz | Land               | Athletinnen                                                        | Zeit (min)  |
| ----- | ------------------ | ------------------------------------------------------------------ | ----------- |
| 1     | Vereinigte Staaten | Joetta Clark Wendy Vereen Kim Batten Jearl Miles                   | 3:45,90     |
| 2     | Kanada             | Donalda Duprey Sonia Paquette Mame Twumasi Alanna Yakiwchuk        | 3:56,34     |
|       | Russland           | Jelena Afanassjewa Marina Schmonina Jelena Rusina Jelena Andrejewa | DQ (3:49,4) |

Finale am 14. März
Die Staffel war aufgeteilt in 800, 200, 200 und 400 Meter.

## Erklärungen
- WR: Weltrekord

## Medaillenspiegel
| Medaillenspiegel | Medaillenspiegel       | Medaillenspiegel | Medaillenspiegel | Medaillenspiegel | Medaillenspiegel |
| Platz            | Land                   | Gold             | Silber           | Bronze           | Gesamt           |
| ---------------- | ---------------------- | ---------------- | ---------------- | ---------------- | ---------------- |
| 1                | Russland               | 6                | 4                | 3                | 13               |
| 2                | Vereinigte Staaten     | 5                | 4                | 5                | 14               |
| 3                | Vereinigtes Königreich | 2                | 2                | 1                | 5                |
| 4                | Kuba                   | 2                | –                | 1                | 3                |
| 5                | Kanada                 | 2                | –                | –                | 2                |
|                  | Jamaika                | 2                | –                | –                | 2                |
| 7                | Rumänien               | 1                | 2                | –                | 3                |
| 8                | Frankreich             | 1                | 1                | 2                | 4                |
| 9                | Ukraine                | 1                | –                | 4                | 5                |
| 10               | Italien                | 1                | –                | 1                | 2                |
|                  | Schweiz                | 1                | –                | 1                | 2                |
| 12               | Bulgarien              | 1                | –                | –                | 1                |
|                  | Irland                 | 1                | –                | –                | 1                |
|                  | Mosambik               | 1                | –                | –                | 1                |
| 15               | Australien             | –                | 3                | 1                | 4                |
|                  | Deutschland            | –                | 3                | 1                | 4                |
| 17               | Burundi                | –                | 1                | –                | 1                |
|                  | Kasachstan             | –                | 1                | –                | 1                |
|                  | Lettland               | –                | 1                | –                | 1                |
|                  | Namibia                | –                | 1                | –                | 1                |
|                  | Nigeria                | –                | 1                | –                | 1                |
|                  | Polen                  | –                | 1                | –                | 1                |
|                  | Schweden               | –                | 1                | –                | 1                |
|                  | Trinidad und Tobago    | –                | 1                | –                | 1                |
| 25               | Bermuda                | –                | –                | 1                | 1                |
|                  | Volksrepublik China    | –                | –                | 1                | 1                |
|                  | Japan                  | –                | –                | 1                | 1                |
|                  | Katar                  | –                | –                | 1                | 1                |
|                  | Kroatien               | –                | –                | 1                | 1                |
|                  | Spanien                | –                | –                | 1                | 1                |